# Кот Матроскин
Кот Матро́скин — вымышленный антропоморфный кот, персонаж, придуманный детским писателем Эдуардом Успенским. Впервые появился в его повести-сказке «Дядя Фёдор, пёс и кот» (1973), а позже — в снятых на её основе мультфильмах: «Дядя Фёдор, пёс и кот» (ТО «Экран», 1975), «Трое из Простоквашино» («Союзмультфильм», 1978), «Каникулы в Простоквашино» (1980), «Зима в Простоквашино» (1984) и «Весна в Простоквашино» (2011); ряде книг-продолжений, также написанных Успенским, и снятом по мотивам этих произведений мультипликационном сериале «Простоквашино» (2018 — н. в.).

## Описание
Матроскин — полосатый говорящий кот. Склонен к рациональному мышлению: предпочитает из всего извлекать материальную выгоду. Периодически напоминает о том, что его кличка — это «фамилия такая» (ранее носил разные имена, среди которых: Барсик, Пушок, Оболтус и Кис Кисыч).
Понимать русский язык и говорить на нём научился, проживая у сменявших друг друга хозяев в квартирах (в том числе, у профессора Ивана Трофимовича Сёмина, изучавшего языки животных) и учреждениях (библиотеке, сберкассе, московском Институте Физики Солнца), таким же образом обрёл довольно широкие, по кошачьим меркам, познания и социальные связи в разных сферах. Из-за плохого обращения с ним одними из хозяев, сбежал от них на улицу, а позже поселился на чердаке одного из многоквартирных городских домов.
После того, как «его» чердак закрывают на ремонт, временно переселяется в подъезд того же дома, где знакомится с живущим в одной из квартир мальчиком по имени Дядя Фёдор, который приводит кота к себе домой. Однако в тот же день, мама Дяди Федора из-за нелюбви к домашним животным, ставит папе и Дяде Фёдору ультиматум: «Или он, или я!» В ответ на реакцию папы, который выбрал маму вместо кота, Дядя Фёдор и Матроскин тайком собираются и уезжают в деревню Простоквашино, где поселяются в одном из заброшенных домов, вместе со встреченным ими по дороге псом Шариком.
Матроскин очень рассудительный, хозяйственный и запасливый, иногда до крайности: например, молоком своей коровы он однажды занял все находящиеся в доме ёмкости, включая умывальник. Умеет читать, писать и считать. Из особых его талантов известно умение вышивать и шить на машинке, а также играть на гитаре. Петь, по собственному признанию, Матроскин умеет, только от песен «пользы нету», однако в мультфильме «Зима в Простоквашино» он исполняет лирическую песню с элементами самоанализа и обращением к личному опыту. Любит подтрунивать над добродушным Шариком, хотя в целом относится к нему неплохо. Единственное, что его огорчает, — отсутствие практической пользы от Шарика. В романтических отношениях с представительницами противоположного пола Матроскин не замечен (« — …Стану я глупостями заниматься! Я даже слова такого не знаю — влюбился!…»).
В более поздних произведениях из цикла о Простоквашине, персонаж претерпел серьёзную эволюцию, сохранив, тем не менее, свои основополагающие черты. В 1990-х годах Матроскин остаётся рачительным хозяином и демонстрирует незаурядный ум и изобретательность, граничащие с изворотливостью, что позволяет ему хорошо вписаться в новые жизненные реалии (см. «Тётя дяди Фёдора, или Побег из Простоквашино») и даже проявить предпринимательскую инициативу (см. «Новые порядки в деревне Простоквашино»). В текстах этого времени Матроскин выглядит как наиболее приспособленный к новым условиям жизни из всех персонажей цикла, умеющий находить выходы из множества неоднозначных ситуаций. В книге «Тётя дяди Фёдора», во время дебатов перед выборами мэра Простоквашина, кот явно симпатизирует кандидату Толстову А. С., высказывающему подчёркнуто рыночную и капиталистическую позицию, объясняя это Шарику (который поддерживает тётю дяди Фёдора) тем, что тот «… за тех заступается, кто много работает и много хочет иметь. Он за таких, как я».

## Озвучивание

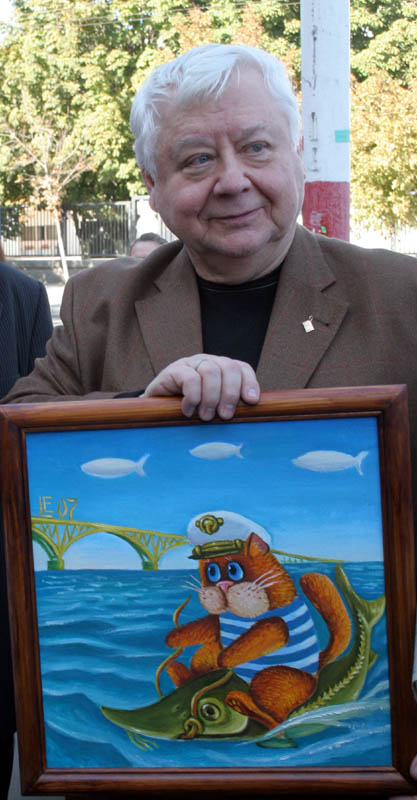
Олег Табаков с подарком в руках

В трёхсерийном мультфильме «Дядя Фёдор, пёс и кот» (1975) роль Матроскина озвучила актриса Светлана Харлап, однако наибольшую популярность персонаж получил благодаря народному артисту СССР Олегу Павловичу Табакову, который озвучил его в трилогии «Союзмультфильма». Самого Табакова постоянно сравнивали с Матроскиным и даже дарили соответствующие подарки. Дети зачастую воспринимали Олега Табакова и кота Матроскина как одно и то же лицо, и вопросы о вкусах Матроскина адресовывали Табакову.
В 2010 году вышел короткометражный мультфильм «Весна в Простоквашино», где Матроскина озвучил актёр дубляжа, театра и кино Дмитрий Филимонов. Он же озвучивал кота и в рекламе молочной продукции «Простоквашино». Однако в мультсериале 2018—2024 года «Простоквашино» Матроскин заговорил голосом актёра и бизнесмена Антона Табакова, сына Олега Табакова.

## Прототип

Кот Матроскин — персонаж скульптурной композиции памятника Олегу Табакову в Саратове

Прототипом кота Матроскина стал приятель Эдуарда Успенского — Анатолий Тараскин, редактор киножурнала «Фитиль», который был домовитым, обстоятельным и рассудительным. Первоначально автор так и назвал кота — Тараскин, но Анатолий, узнав об этом, уговорил этого не делать, опасаясь карикатурности.
По признанию художницы-мультипликатора, в трилогии Владимира Попова она рисовала Матроскина с голоса Олега Табакова.

## В культуре

Шарик и Кот Матроскин
(Хабаровские городские пруды)

Образ кота Матроскина, как и других персонажей из Простоквашино, используется в анекдотах. Как правило, их рассказывают, имитируя характерную интонацию Олега Табакова. При этом сами анекдоты могут иметь скабрёзный характер и рассказываться людьми далеко не детского возраста.
«Синдромом кота Матроскина» — где чего купить на зиму, чтобы дожить до молодой травы, — называет Николай Олейников неспособность обыкновенных людей разобраться в наступивших после 1991 года новых политико-экономических отношениях. Важно отметить, что такая трактовка была дана в 1991 году, до того как увидели свет более поздние произведения простоквашинского цикла, в которых персонаж сумел довольно удачно адаптироваться к новым реалиям.
В ноябре 2008 года в городе Луховицы Московской области состоялось торжественное открытие памятника почтальону Печкину. Среди персонажей скульптурной композиции присутствуют Матроскин и Шарик. Бронзовая композиция высотой почти в два метра установлена напротив здания местной почты. Автор памятника — Полина Горбунова.
В августе 2015 года, в год 80-летия Олега Табакова, в Саратове открыли памятник актёру, второй фигурой которого стал кот Матроскин. Автор — скульптор Андрей Щербаков.
В 2021 году в навигаторе 2ГИС появился голос кота Матроскина.

## В литературе для детей
- В 2010 году в издательстве Академия Развития вышли книги «Азбука Кота Матроскина», (ISBN 978-5-7797-1423-5), «Учимся считать вместе с Дядей Фёдором, Матроскиным и Шариком» (ISBN 978-5-7797-1440-2).
- Издательство «Теремок» выпускает серию книг «Школа кота Матроскина».

## В рекламе

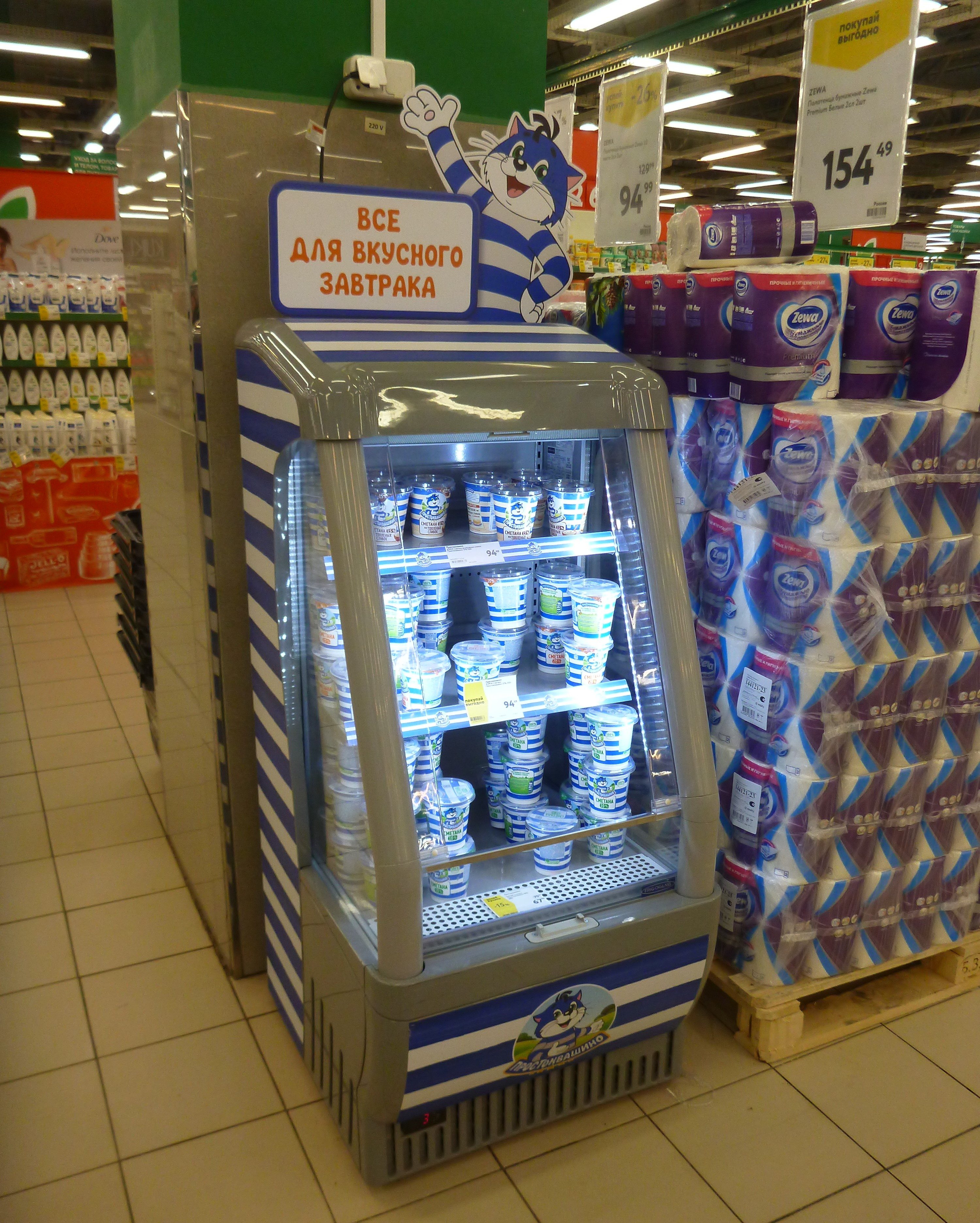
Персонаж на холодильной витрине с продукцией «Простоквашино»

- Кот Матроскин является маскотом молочных продуктов, выпускаемых под брендом «Простоквашино»[12].
- Известны многочисленные случаи несогласованного с правообладателем использования образа Матроскина в визуальной рекламе (полиграфия, общественный транспорт)[13].